# Meridel Le Sueur
Meridel Le Sueur (22 de fevereiro de 1900, Murray, Iowa - 14 de novembro de 1996, Hudson, Wisconsin) foi uma escritora norte-americana associada com o movimento proletário de 1930 a 1940. Nascida como Meridel Wharton, ela assumiu o nome do segundo marido de sua mãe, Arthur Le Sueur, o ex-prefeito socialista de Minot, Dakota do Norte.

## Vida e Carreira
Le Sueur é filha de William Winston Wharton e Marian "Mary Del" Lucy participando de uma família de ativistas sociais e políticos. Seu avô foi um apoiante do movimento de temperança fundamentalista protestante, e ela "cresceu entre o agricultores, trabalhistas e grupos radicais, como grupos populistas, a Farmers's Alliance, os Industrial Workers of the World. Le Sueur também foi fortemente influenciada por poemas e histórias que ela ouviu de mulheres nativas americanas.
Depois de um ano estudando dança e aptidão física em Chicago, Illinois, Meridel se mudou para Nova York onde morou em uma comuna anarquista com Emma Goldman, estudou na Academia Americana de Artes Dramáticas, trabalhou como dublê em Hollywood e começou sua carreira de escritora e jornalista.
Escreveu sobre desemprego, trabalhadores migrantes e a luta por autonomia do nativo americano para jornais liberais.
Em 1925 ela se tornou membro do Partido Comunista.
Como outros escritores do período, tais como John Steinbeck, Nelson Algren, e Jack Conroy, Le Sueur escreveu sobre as lutas da classe trabalhadora durante a Grande Depressão publicando artigos no New Masses e no The American Mercury.
"Women on the Breadlines" de 1932 é uma de suas obras sobre a luta proletária mais reconhecidas. Nela, Le Sueur escreveu sobre a luta das mulheres durante a crise de 1929. Apesar de a maioria das personagens apresentadas neste trabalho serem mulheres em busca de trabalho, algumas são descritas como trabalhadoras ambulantes. Por conta desse e de outros trabalhos, Le Sueur abriu a porta para futuras artistas que queria escrever poesia de confronto.
Seus livros mais conhecidos são North Star Country (1945), e o romance The Girl, que foi escrito na década de 1930 mas que só foi publicado em 1978. Na década de 1950, Le Sueur foi colocado na lista negra como um comunista, mas sua reputação foi reavaliada na década de 1970, quando ela foi saudada como feminista por seus escritos em apoio dos direitos das mulheres.
Durante a década de 1960 viajou por todo o país, participando de protestos em universidades e realização de entrevistas.
Le Sueur viveu seus últimos anos em St. Paul, Minnesota, e escreveu populares biografias de crianças, incluindo Nancy Hanks of Wilderness Road, The Story of Davy Crockett, e The Story of Johnny Appleseed.

## Legado
A canção Go no álbum Come On Now Social de 1999 da banda Indigo Girls faz uma referência a I Was Marching de Le Sueur.
A peça Hard Times Come Again no More escrita por sua amiga Martha Boesing é inspirada em sua vida e foi encenada no Hennepin Center dor the Arts' Illusion Theater, Minneapolis em 1994.